# Ashland (Montana)
Ashland ist eine Ortschaft (Census-designated place) im Rosebud County im US-Bundesstaat Montana, Vereinigte Staaten. 
Der Ort liegt direkt östlich des Northern Cheyenne Indian Reservation der Nördliche Cheyenne im Custer National Forest.
Der indianische Name lautet Vóhkoohémâhoéve'ho'éno.